# Lamentations pour le sud du fleuve

Lamentations pour le sud du Fleuve est un poème épique chinois du VIe siècle. Composé par le poète et diplomate Yu Xin (en) (513 † 581) vers la fin de sa vie, il raconte la fin de la dynastie des Liang[précision nécessaire] et la nostalgie de la patrie perdue. Le fleuve évoqué est le fleuve Jaune.

## Édition
- Lamentations pour le sud du Fleuve, par Yu Xin, traduit du chinois et présenté par Michel Kuttler, La Différence, « Orphée », 123 p.